# Rémy Labbé
Rémy Jean Labbé (* um 1986 in Paliseul) ist ein belgischer Jazzmusiker (Trompete, Komposition, Arrangements).

## Wirken
Labbé, der an der Musikakademie von Bertrix zum Musiker ausgebildet wurde, qualifizierte sich zunächst an der Katholieke Universiteit Leuven als Elektroingenieur, bevor er 2012 eine Karriere als Musiker einschlug. Nach einem Diplom am Berklee College of Music absolvierte er dort 2015 den Jazzstudiengang, um 2018 mit dem Master in Jazzkomposition an der Manhattan School of Music abzuschließen.
Als Arrangeur war Labbé für das Afro Latin Jazz Orchestra unter der Leitung von Arturo O’Farrill (Virtual Birdland) ebenso tätig wie für die belgische WE Big Band, das Greg Ruvolo Collective, die Schweizer Big Up Band und das Genfer Kammerorchester. Auch leitet er eigene Gruppen im Combo- und im Bigband-Format, mit denen er Mainstream Jazz auf hohem Niveau bietet. 2019 veröffentlichte er in Zusammenarbeit mit dem französischen Singer und Songwriter Eddy Pero die EP J’suis pas Saint-Nicolas mit seiner Big Band. An seinem in Frankreich für Challenge Records aufgenommenen Quintett-Album Careless Territories ist der Posaunist Phil Abraham beteiligt. Im Songwriter-Genre legte er unter eigenem Namen seit 2021 mehrere Singles mit Sängerin Gretchen „Grettch“ Schadebrodt vor. Er ist auch auf dem Album Wired for Madness von Jordan Rudess zu hören.
Weiterhin lehrt Labbé seit 2021 an der Jazzabteilung des Luxemburger Musikkonservatoriums.